# Métabetchouan–Lac-à-la-Croix
Métabetchouan–Lac-à-la-Croix è un comune del Canada, situato nella provincia del Québec, nella regione di Saguenay-Lac-Saint-Jean.